# Meriania purpurea
Meriania purpurea är en tvåhjärtbladig växtart som först beskrevs av Olof Swartz, och fick sitt nu gällande namn av Olof Swartz. Meriania purpurea ingår i släktet Meriania och familjen Melastomataceae. Inga underarter finns listade i Catalogue of Life.